# Viraal (lied)
Viraal is een lied van de Nederlandse rapper Frenna in samenwerking met de rapper Mula B. Het werd in 2019 als single uitgebracht en stond in hetzelfde jaar als vierde track op de deluxe versie van het album Francis van Frenna. 

## Achtergrond
Viraal is geschreven door Francis Junior Edusei, Placido Diego Elson, Delaney Alberto, Hicham Gieskes en Iliass Takditi en geproduceerd door Diquenza en IliassOpDeBeat. Het is een nummer uit het genre nederhop. In het lied zingen de rappers over dat zij viraal moeten gaan en vertellen ze over hun succes. Het lied won bij de FunX Awards 2019 van radiozender NPO FunX de prijs voor Beste Samenwerking. De single heeft in Nederland de platina status.
De samenwerking tussen de twee Haagse rappers Frenna en Mula B is een opvallende aangezien de rappers voor het uitbrengen van Viraal een jarenlange ruzie met elkaar hadden. Deze ruzie begon in 2016 en het was niet bekend dat het bijgelegd was voordat de aankondiging van de samenwerking op Instagram werd gepost. In 2021 werd de samenwerking nog een keer herhaald op Multi multi en in 2023 op Broski's.
De videoclip is een ode aan de westelijke zijde van Den Haag en is geïnspireerd op de muziekvideo van het lied California Love van 2Pac, Dr. Dre en Roger Troutman.

## Hitnoteringen
De artiesten hadden succes met het lied in de hitlijsten van het Nederlands taalgebied. Het piekte op de tweede plaats van de Single Top 100 en stond 22 weken in deze hitlijst. In de Nederlandse Top 40 kwam het tot de twintigste plek in de vier weken dat het in de lijst te vinden was. Er was geen notering in de Vlaamse Ultratop 50. Het kwam hier tot de dertiende plaats van de Ultratip 100.